# Bernhard Borchert
Bernhard Borchert (1 de desembre de 1863, Riga - 1945) era un pintor letó. Va ingressar a l'Acadèmia de Belles Arts de Sant Petersburg el 1883 i el 1885 en va rebre una medalla de plata d'aquesta institució. Va fer il·lustracions per a revistes i llibres, i va coordinar l'exposició "Baltic artists' painting exhibition" (Baltijas makslinieku gleznu izstade).